# 에티오피아 프리미어리그
에티오피아 프리미어리그는 에티오피아의 최상위 축구 리그이며 1944년에 공식 출범하였다.